# Marcus Stlaccius Coranus
Marcus Stlaccius Coranus (vollständige Namensform Marcus Stlaccius Cai filius Collina Coranus) war ein im 1. Jahrhundert n. Chr. lebender Angehöriger des römischen Ritterstandes (Eques). Durch eine Inschrift sind einzelne Stationen seiner Laufbahn bekannt. Seine Laufbahn ist in der Inschrift in aufsteigender Reihenfolge wiedergegeben.
Coranus war zunächst Praefectus fabrum, bevor er in den Ritterstand aufgenommen wurde. Danach war er Richter in der Gemeinde (ex quinque decuriis). Im Anschluss folgte seine militärische Laufbahn, die aus den für einen Angehörigen des Ritterstandes üblichen Tres militiae bestand. Er übernahm zunächst als Präfekt die Leitung der Cohors V Bracaraugustanorum, die in Germania stationiert war. Im Anschluss wurde er Tribun in der Legio II Augusta. Den Abschluss bildete das Kommando als Präfekt einer Ala Hispanorum, die in der Provinz Britannia stationiert war; er war daher entweder Präfekt der Ala Hispanorum Vettonum oder der Ala I Hispanorum Asturum. Er erhielt auch militärische Auszeichnungen: die Corona muralis und die Hasta pura. Seine militärische Laufbahn durchlief Coranus wahrscheinlich während der Regierungszeit von Claudius (41–54) oder Nero (54–68).
Coranus war in der Tribus Collina eingeschrieben. Möglicherweise stammte er aus Cora, dem heutigen Cori. Die Inschrift wurde in Rom gefunden, wo Coranus sie auf dem Familiengrab anbringen ließ. In der Inschrift werden der Vater des Coranus, Caius Stlaccius Capito, die beiden Brüder Caius Stlaccius Cai filius Collina Capito und Lucius Stlaccius Cai filius Collina Fronto sowie die Ehefrau von Coranus, Claudia Secunda aufgeführt. Möglicherweise war sein Vater ein Freigelassener, da bei ihm keine Tribus angegeben ist. Ob eine Verbindung zu Marcus Stlaccius Albinus Trebellius Sallustius besteht, der in einer Inschrift aus Ostia Antica erwähnt wird, ist nicht bekannt.